# 捷烏切日區

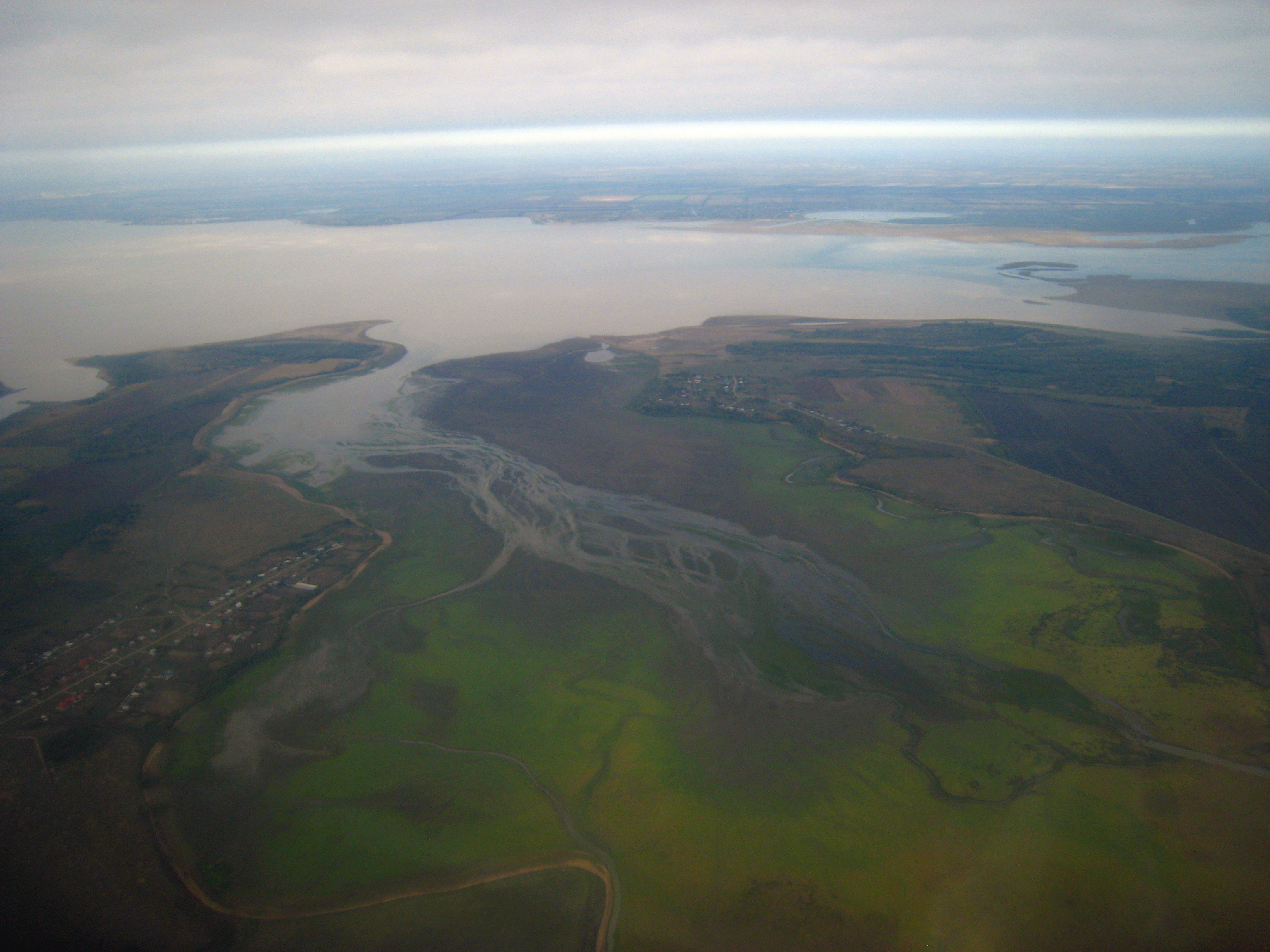

44°53′N 39°23′E / 44.883°N 39.383°E
捷烏切日區（俄语：Теучежский район），是俄羅斯的一個區，位於該國西南部，由阿迪格共和國負責管轄，始建於1929年2月7日，面積700平方公里，2010年人口20,643，人口密度每平方公里29.5人。